# Бурдюжа Тетяна Валеріївна
Тетя́на Вале́ріївна Бурдюжа — підполковник Служби безпеки України.

## Нагороди
21 серпня 2014 року — за особисту мужність і героїзм, виявлені у захисті державного суверенітету та територіальної цілісності України, вірність військовій присязі під час російсько-української війни, відзначена — нагороджена орденом «За мужність» III ступеня.